# José María Torroja Menéndez
José María Torroja Menéndez (Madrid, 29 d'agost de 1916 - 29 de desembre de 1994) fou un astrònom espanyol, acadèmic de la Reial Acadèmia de Ciències Exactes, Físiques i Naturals.
El 1941 es va doctorar en ciències a la Universitat Complutense de Madrid amb una Memòria sobre la repetició d'eclipsis a l'Observatori de l'Ebre. Allí va fer amistat amb el p. Antoni Romañà i Pujó, amb qui crearia la Unió Nacional d'Astronomia i Ciències Afins i impulsarien l'Observatori del Teide. El 1945 va obtenir la càtedra d'astronomia esfèrica i geodèsia el 1945 a la Universitat Central de Madrid, on va idear el que seria Institut d'Astronomia i Geodèsia i de la que en seria degà de la Facultat de Ciències i vicerector.
Ha fet nombroses contribucions al càlcul d'òrbites d'asteroides, a la geodèsia i als eclipsis, tot inventant una càmera per determinar els contactes interiors dels eclipsis de Sol. Ha estat astrònom de l'Observatori de Madrid, conseller del CSIC i el 1967 fou escollit acadèmic de la Reial Acadèmia de Ciències Exactes, Físiques i Naturals, ingressant el 1969 amb el discurs "La Geodesia en la Era del Espacio".

## Obres
- El sistema del mundo desde la antigüedad hasta Alfonso X el Sabio Madrid : Instituto de España, 1980. ISBN 84-85559-09-6